# Floydia
- Commons
- Wikispecies

Floydia é um género botânico pertencente à família Proteaceae.